# Municipio de Minneola
El municipio de Minneola (en inglés: Minneola Township) es un municipio ubicado en el condado de Goodhue en el estado estadounidense de Minnesota. En el año 2010 tenía una población de 629 habitantes y una densidad poblacional de 7,34 personas por km².

## Geografía
El municipio de Minneola se encuentra ubicado en las coordenadas 44°19′36″N 92°43′43″O / 44.32667, -92.72861. Según la Oficina del Censo de los Estados Unidos, el municipio tiene una superficie total de 85.7 km², de la cual 85,59 km² corresponden a tierra firme y (0,13 %) 0,11 km² es agua.

## Demografía
Según el censo de 2010, había 629 personas residiendo en el municipio de Minneola. La densidad de población era de 7,34 hab./km². De los 629 habitantes, el municipio de Minneola estaba compuesto por el 97,3 % blancos, el 0,16 % eran afroamericanos, el 1,11 % eran asiáticos y el 1,43 % eran de una mezcla de razas. Del total de la población el 1,75 % eran hispanos o latinos de cualquier raza.